# 节日宫
节日宫（Palais des Fêtes）是法国下莱茵省省会斯特拉斯堡新城区（Neustadt）的一个音乐场地，是为成立于1872年的斯特拉斯堡男子合唱团（德语：Strassburger Männergesangverein）而建于1903年，此后一直是这座城市的主要音乐厅，以及斯特拉斯堡爱乐乐团（Orchestre philharmonique de Strasbourg）的所在地，直到1975年。2007年公布为法国历史遗迹。
著名指挥家如古斯塔夫·马勒（Gustav Mahler）、理查德·施特劳斯（Richard Strauss）、查理·明希（Charles Munch）、布鲁诺·瓦尔特（Bruno Walter）、威廉·富特文格勒（Wilhelm Furtwängler）、赫伯特·冯·卡拉扬（Herbert von Karajan）、卡雷尔·安塞尔（Karel Ančerl）、皮埃尔·布莱兹（Pierre Boulez）和洛林·马泽尔（Lorin Maazel）等人，都曾在节日宫举办过客座音乐会。

## 历史
节日宫建于1901年至1903年之间，最初名为“歌手之家”（德语：Sängerhaus），当时斯特拉斯堡是德国城市，也是阿尔萨斯-洛林的首府。它是斯特拉斯堡最早使用钢筋混凝土的建筑之一。建筑师约瑟夫·穆勒（Joseph Müller，1863-）和理查德·库德（Richard Kuder，1852–1912）为建筑物选择了新艺术运动的风格，但是主要礼堂（面积800平方米、高度14米，1,300个座位）是以奢华的新巴洛克风格装饰。该建筑还包括一间足以容纳多达300位客人的餐厅。开幕音乐会于1903年1月31日举行。1904年，场地已经被认为太小，于是在法尔斯堡路（rue de Phalsbourg）上面增加了一层，包括现在称为“巴兰奇厅”（Salle Balanchine）的排练室。1909年，在正厅安装了一台管风琴，是哈弗埃尔曼（Haerpfer & Erman）的作品，其设计与斯特拉斯堡的其他管风琴一样，例如 圣多马堂的管风琴，是根据阿尔伯特·史怀哲（Albert Schweitzer）的原理。
在第一次世界大战前不久，有计划进一步扩大“歌手之家”的规模和容量，在后部增建一个侧翼。当工程开始时，斯特拉斯堡再次成为法国城市。work was finally conducted. 建筑师保罗·多普夫（Paul Dopff，1885-1965）在1921年增加了一个 风格更严肃的侧翼，风格接近于布杂艺术。那个侧翼的中心是一个巨大的合唱团排练室，名为“马赛曲厅”（Salle de la Marseillaise）。
1933年，大主礼堂的内部装饰根据新客观主义原则进行了全面改造。粉饰灰泥和枝形吊灯都被移除， 管风琴也失去了大部分装饰品。建筑物的其他部分大多保留了新艺术运动风格的装饰和元素，包括花窗玻璃和门把手。
二战期间，节日宫的地下室用作防空洞。虽然斯特拉斯堡在1944年被轰炸数次，但节日宫没有被击中。
自1975年爱乐乐团搬出节日宫，搬进音乐与会议宫（Palais de la musique et des congrès）以后，这座1903年的音乐场地仍然在举办音乐会，但频率有所降低。它仍然是La Philharmonie的所在地，这是一个成立于1900年的中型半专业管弦乐团，每年演出三场， 偶尔会举办爵士、摇滚、福音音乐等非古典音乐 音乐类型。马赛楼是市立芭蕾舞学校斯特拉斯堡舞蹈中心（Centre chorégraphique de Strasbourg）的所在地。 歌手之家楼还定期举办展会，例如漫展“日本瘾君子”。。
自2011年至2021年，节日宫正在进行修复；预计将于2019年12月准备就绪，首场交响音乐会原定于2020年1月31日举行。但在2020年1月24日，宣布将开幕推迟到同年秋季。修复工程从马赛曲楼开始，其中央庭院覆盖以玻璃屋顶，以创建出一个室内中庭。2018年，意外地重新发现了1903年的新巴洛克式拱顶装饰的遗迹。

## 布局
节日宫的正门位于塞莱尼克路（rue Sellénick）。这条街开辟于1888年，原名朱利安街（Julianstraße）。后楼入口位于克莱蒙梭大道（Boulevard Clémenceau），这条街开辟于1881年，原名：Steinring。整个建筑群占据了由（顺时针方向）克莱蒙梭大道、斯佩克林路（rue Specklin）、塞莱尼克路（rue Sellénick）和法尔斯堡路（rue de Phalsbourg）围合的半个街区。
然而，它并没有从周围环境中脱颖而出。唯一显眼的元素是位于塞莱尼克路和法尔斯堡路街角的八角形塔楼，在结构上（但不是风格上）接近米卢斯小审法院（tribunal d'instance）的塔楼，同样是由这两位建筑师设计，于1902年落成。

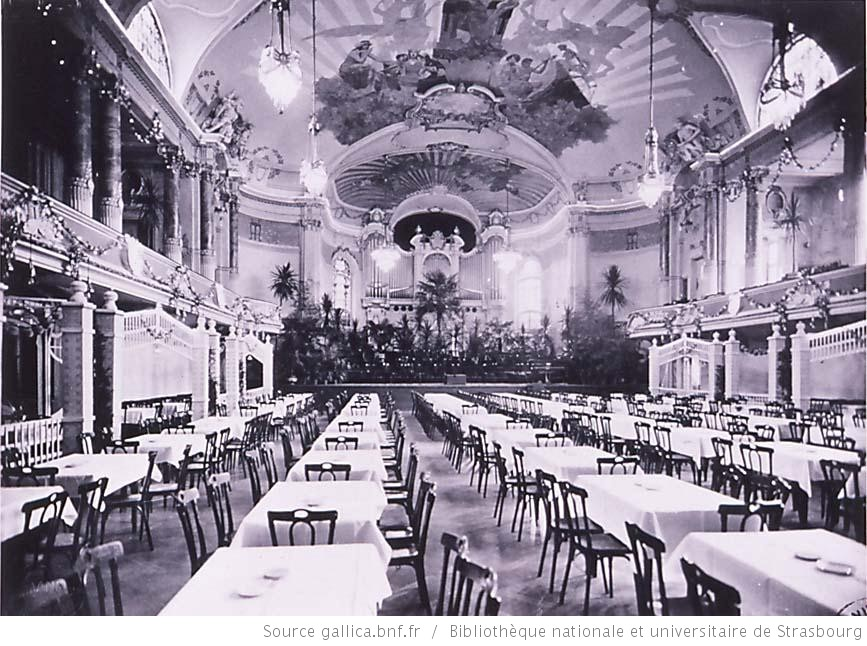
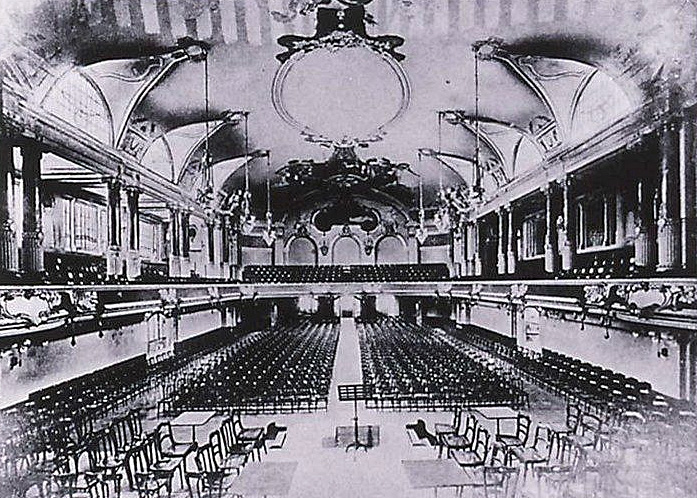
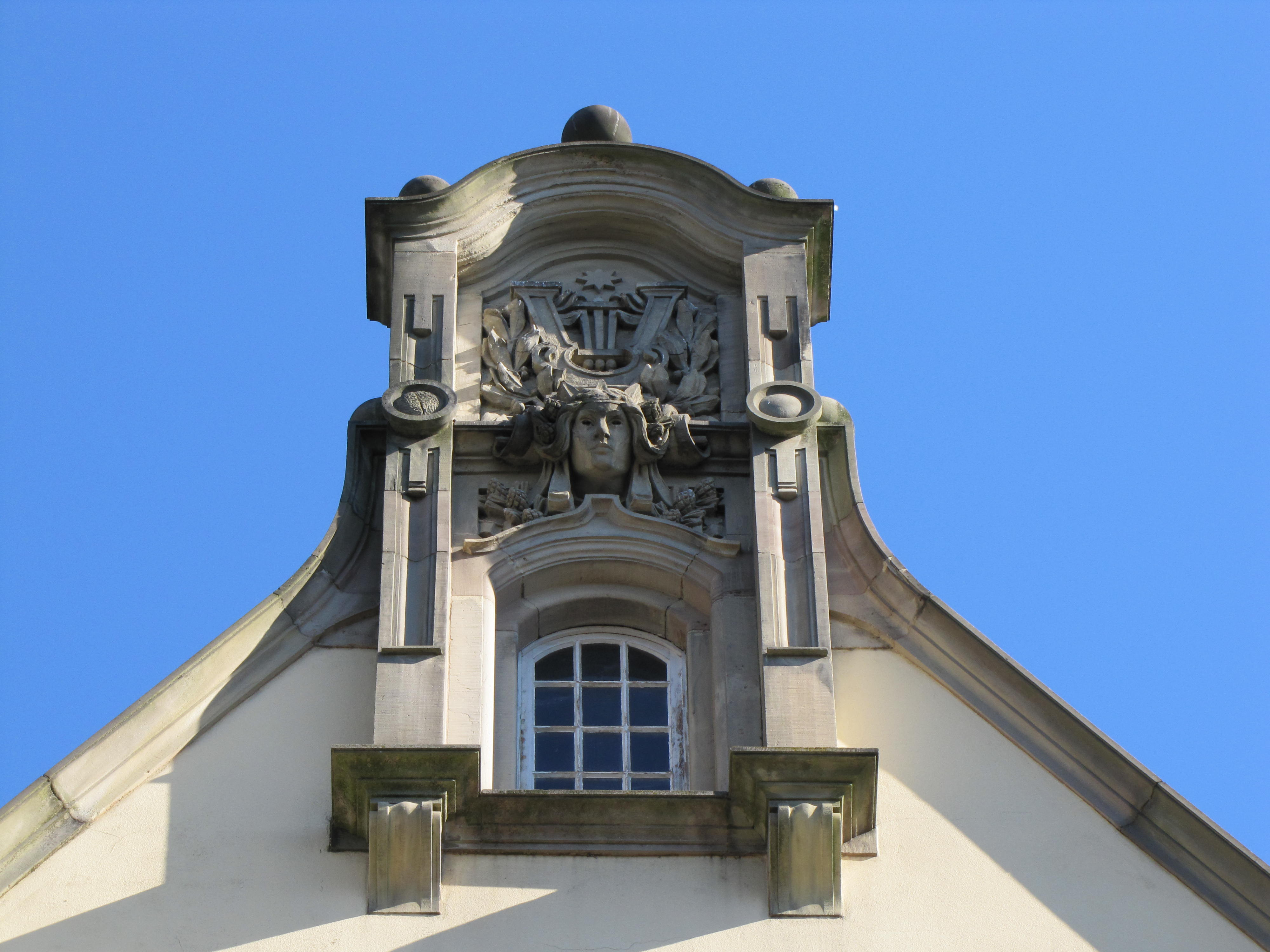
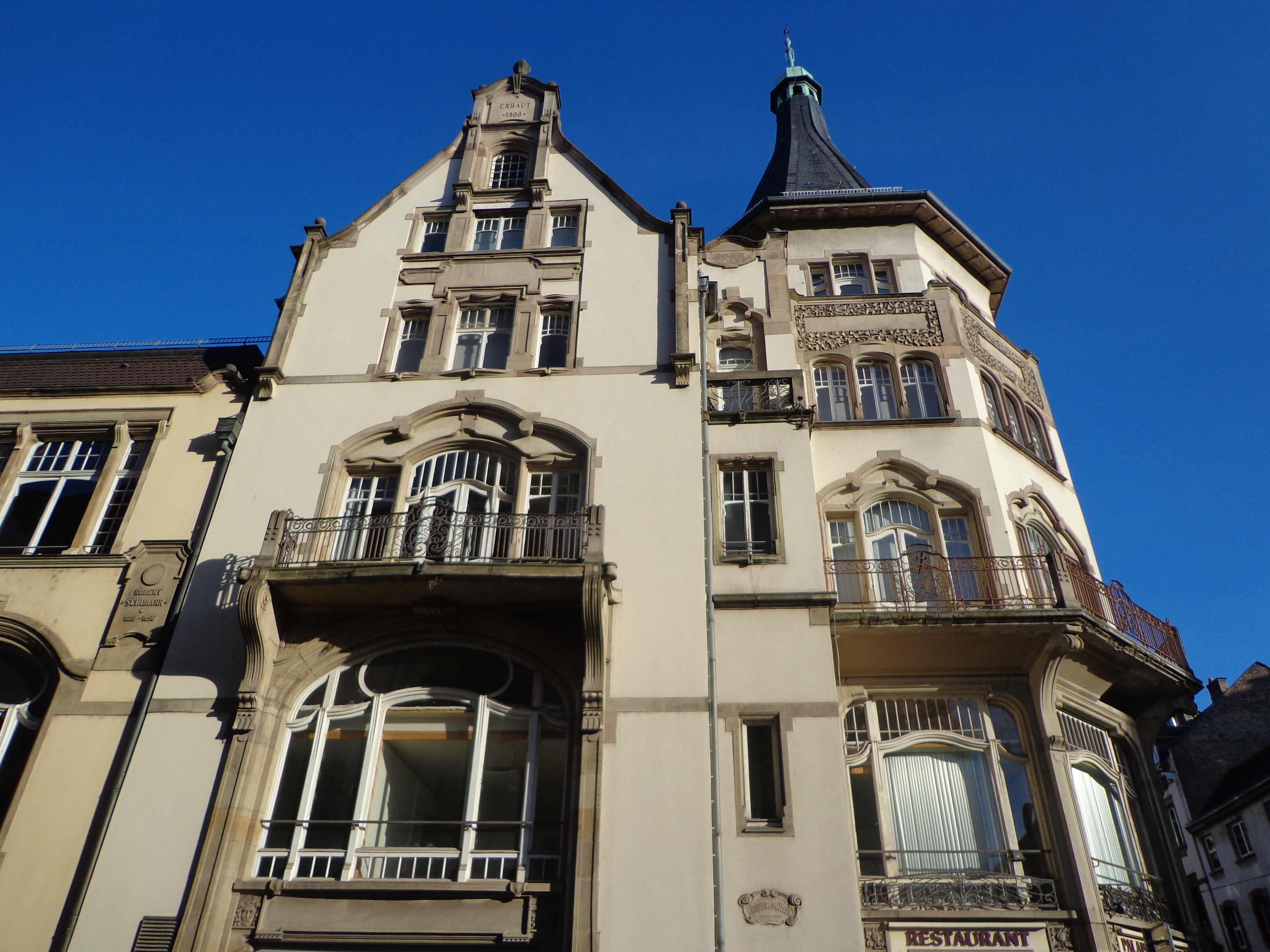
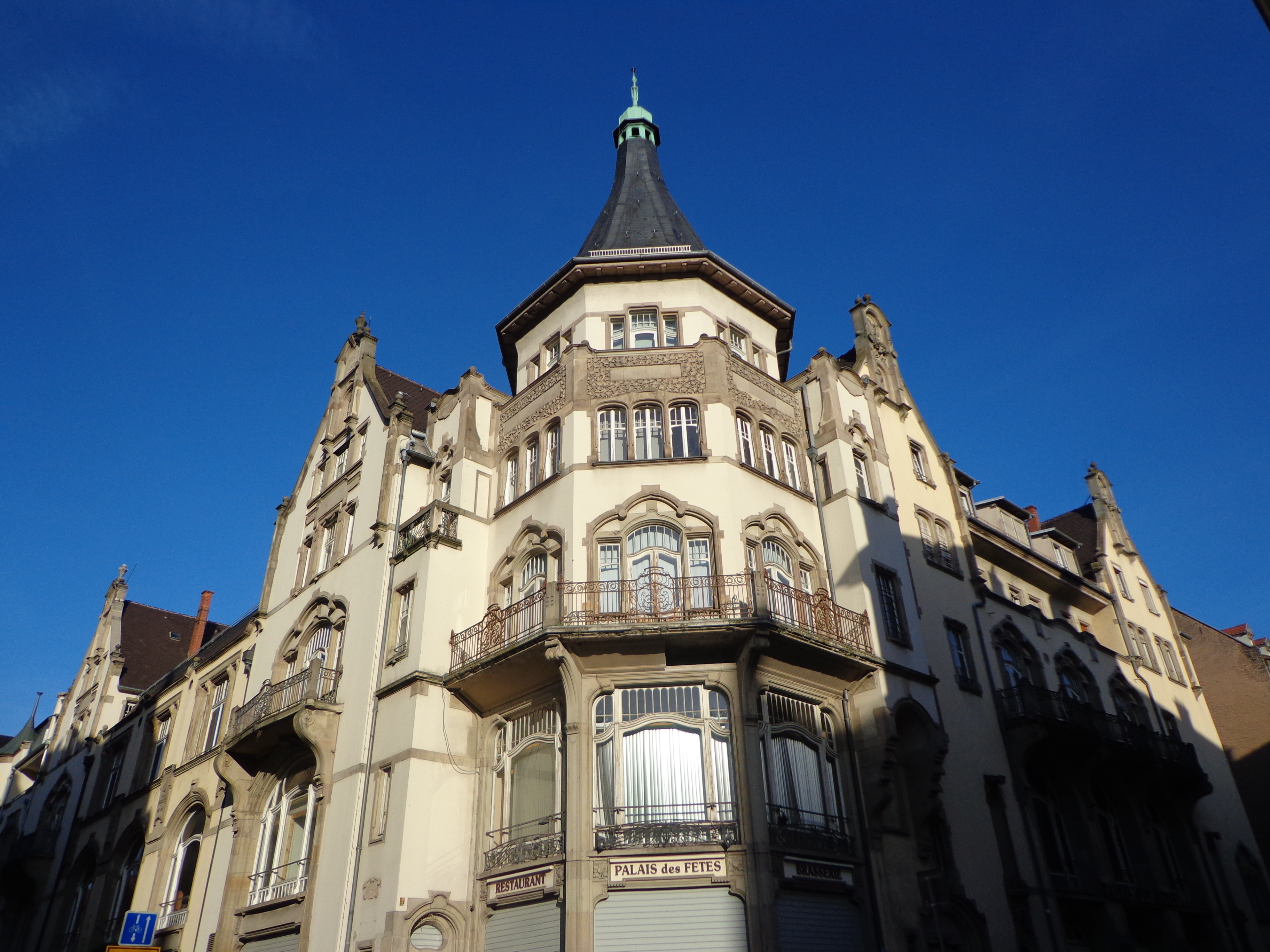
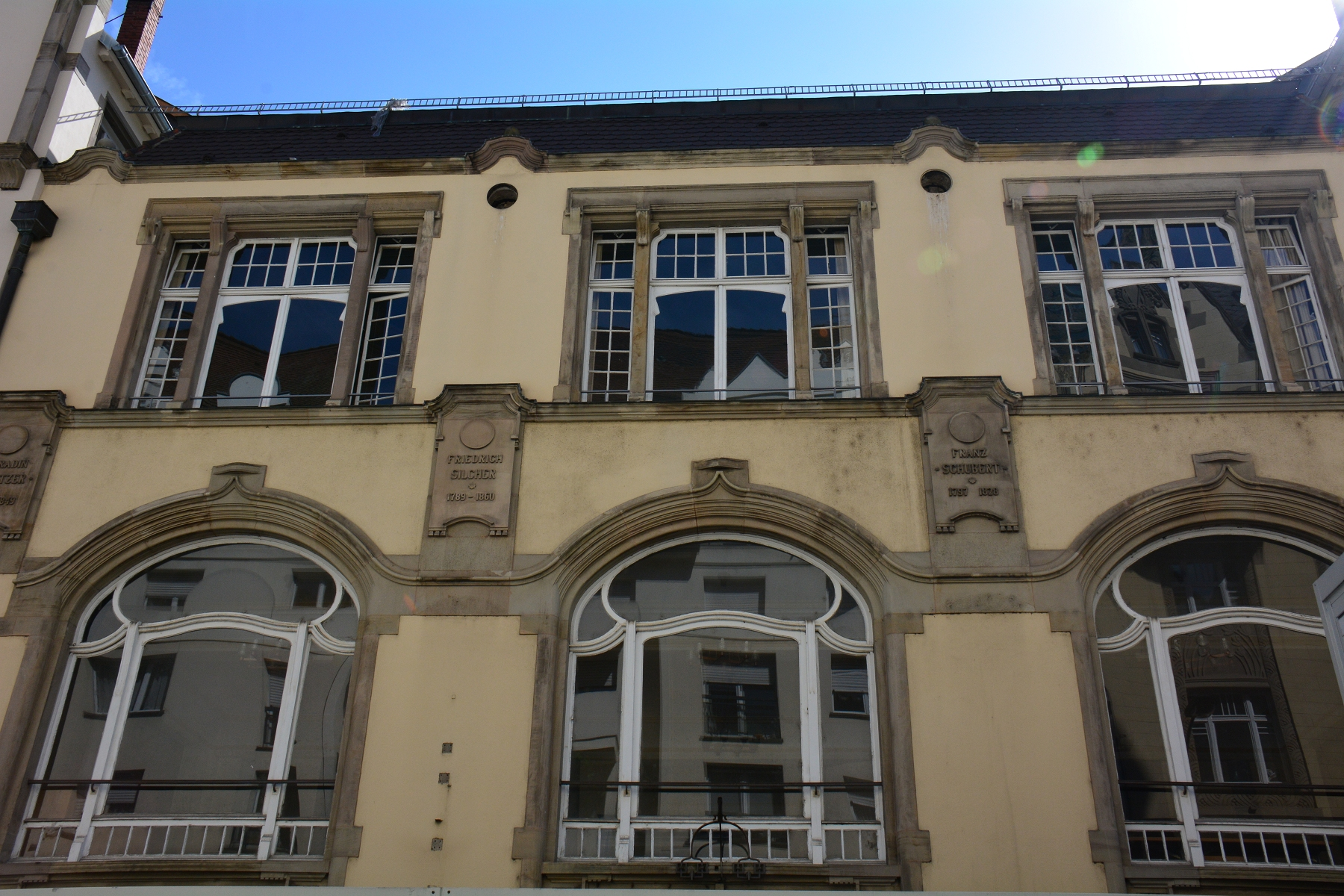
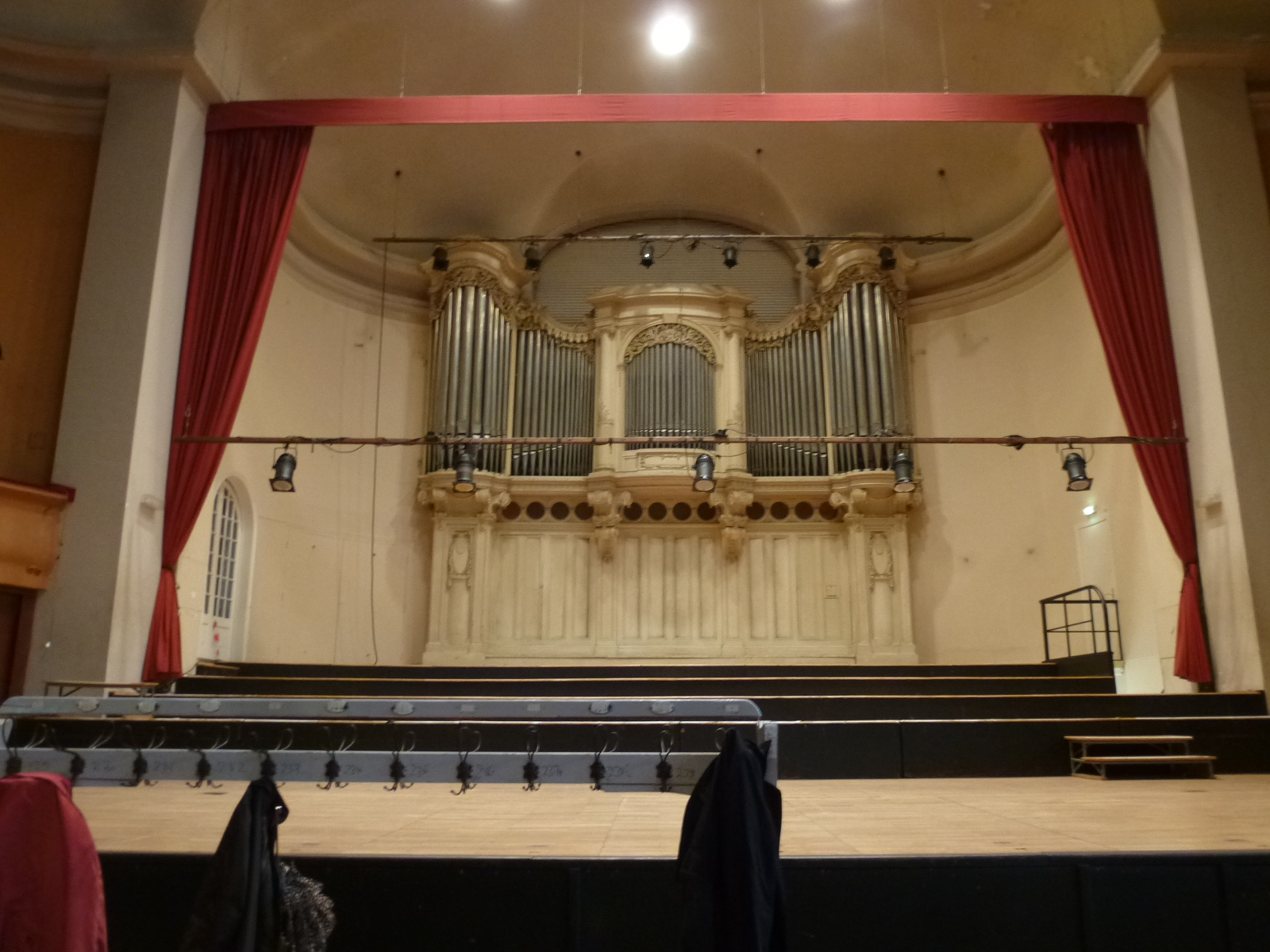
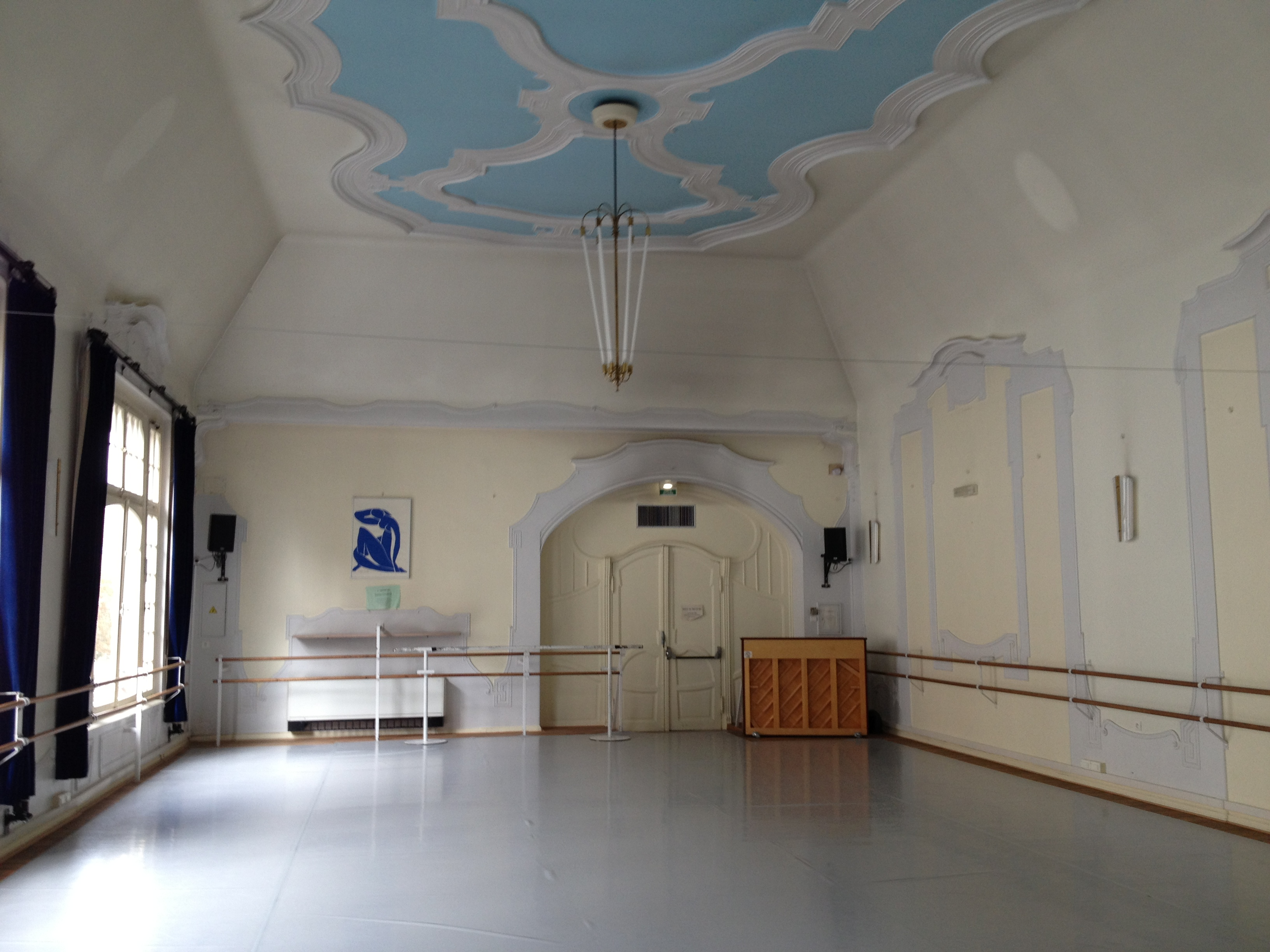
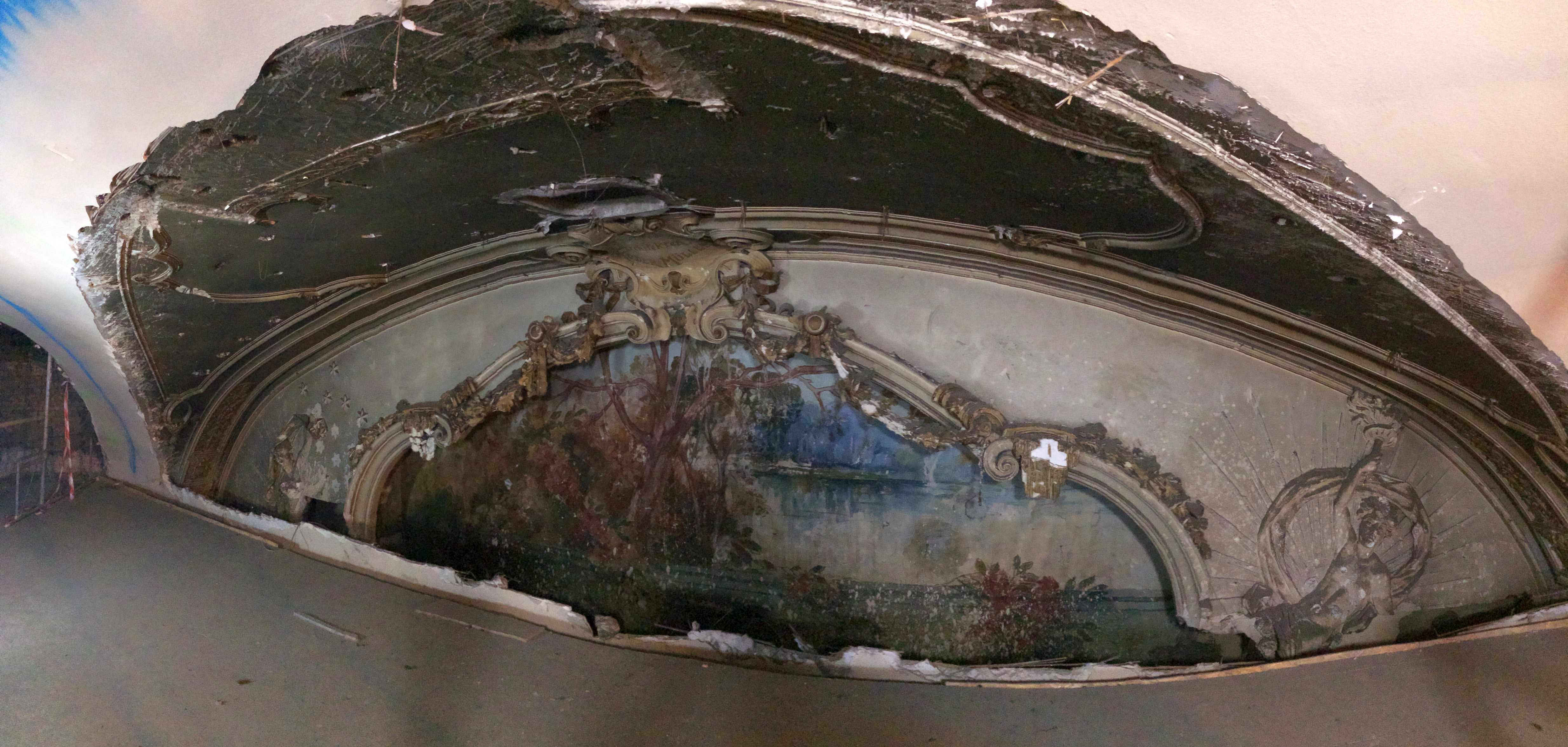